# Драгаліна (Келераш)
Драгаліна (рум. Dragalina) — село у повіті Келераш в Румунії. Адміністративний центр комуни Драгаліна.
Село розташоване на відстані 98 км на схід від Бухареста, 25 км на північ від Келераші, 107 км на захід від Констанци, 123 км на південний захід від Галаца.

## Населення
За даними перепису населення 2002 року у селі проживали 6512 осіб.
Національний склад населення села:
| Національність | Кількість осіб | Відсоток |
| -------------- | -------------- | -------- |
| румуни         | 5729           | 88,0%    |
| цигани         | 782            | 12,0%    |

Рідною мовою назвали:
| Мова      | Кількість осіб | Відсоток |
| --------- | -------------- | -------- |
| румунська | 5824           | 89,4%    |
| циганська | 687            | 10,5%    |